# Organización territorial de Portugal
Portugal tiene una estructura administrativa y organización territorial que podrá presentarse algo compleja si no se tiene en cuenta su evolución histórica. 
En Portugal un distrito administrativo o, simplemente, distrito, es un territorio y una división administrativa con un nivel autárquico regional, o supramunicipal, desde 1835. Hasta entonces el país estaba dividido en provincias que se subdividían en comarcas. La Ley de 25 de abril de 1835 suprimió el modelo de las provincias creando los 17 distritos en el continente y cuatro en las islas adyacentes. En 1926 se creó también el distrito de Setúbal, elevando a 18 el número de distritos.
La base de la organización política e administrativa de Portugal está compuesta por 308 municipios, que se subdividen en 3092 parroquias civiles o freguesias (cerca de 4000 hasta la reforma administrativa de 2013).
Los municipios y las parroquias civiles se encuentran, por su turno, agrupados en dieciocho distritos administrativos en el territorio peninsular luso y en dos regiones autónomas insulares (archipiélagos de Madeira y Azores, con Estatutos de 1976).

## Divisiones administrativas

### Distritos

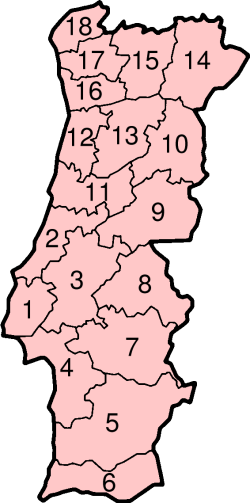
Distritos de Portugal.

Los distritos son la subdivisión administrativa más relevante, y sirven de base para una serie de utilizaciones de la división administrativa, que van desde las circunscripciones electorales a los campeonatos regionales de fútbol. 
| Mapa | Distrito         | Municipios | Extensión (km²) | Población |
| ---- | ---------------- | ---------- | --------------- | --------- |
| 1    | Lisboa           | 16         | 2 816           | 2 250 534 |
| 2    | Leiría           | 16         | 3 509           | 470 930   |
| 3    | Santarém         | 21         | 6 718           | 453 638   |
| 4    | Setúbal          | 13         | 5 210           | 851 258   |
| 5    | Beja             | 14         | 10 229          | 152 758   |
| 6    | Faro             | 16         | 4 960           | 451 006   |
| 7    | Évora            | 14         | 7 393           | 166 726   |
| 8    | Portalegre       | 15         | 6 084           | 118 506   |
| 9    | Castelo Branco   | 11         | 6 616           | 196 264   |
| 10   | Guarda           | 14         | 5 535           | 160 939   |
| 11   | Coímbra          | 17         | 3 970           | 430 104   |
| 12   | Aveiro           | 19         | 2 799           | 714 200   |
| 13   | Viseu            | 24         | 5 010           | 377 653   |
| 14   | Bragança         | 12         | 6 599           | 136 252   |
| 15   | Vila Real        | 14         | 4 307           | 206 661   |
| 16   | Oporto           | 18         | 2 332           | 1 817 172 |
| 17   | Braga            | 14         | 2 708           | 848 185   |
| 18   | Viana do Castelo | 10         | 2 219           | 244 836   |

#### Antiguos distritos
Antes de 1976, los dos archipiélagos atlánticos estaban también integrados en la estructura general de los distritos portugueses, aunque con una estructura administrativa diferente.
Su funcionamiento se encontraba definido en el Estatuto de los Distritos Autónomos de las Islas Adyacentes (Decreto-Ley n.º 36453, del 4 de agosto de 1947) y se traducía en la existencia de Juntas Generales con competencias propias. Había tres distritos autónomos en Azores y uno en Madeira: 
- Azores: los distritos de Angra do Heroísmo, Horta y Punta Delgada.
- Madeira: el distrito de Funchal.

Estos distritos desaparecieron con la llegada de la constitución portuguesa de 1976, creando las Regiones Autónomas.

### Regiones autónomas
La Constitución de la República Portuguesa de 1976 permitió crear dos regiones autónomas insulares, correspondientes a los archipiélagos de las Azores y de Madeira. En conjunto con lo que se denomina como territorio continental, (que incluye a los 18 Distritos Administrativos), las dos regiones autónomas corresponden a la subdivisión europea NUTS I. 
Además de la división en Parroquias Civiles, Municipios, Distritos Administrativos y Regiones Autónomas, existen varias divisiones de nivel superior, alguna de ellas de carácter administrativo y específicas de un ramo de actividad (como las comarcas judiciales o las regiones turísticas) y otras de carácter histórico y cultural, que suelen sobreponerse y causar alguna confusión.

## Divisiones estadísticas

### NUTS I
En Portugal hay 3 regiones para efectos estadísticos de la Unión Europea o NUTS I (Portugal Continental, Región Autónoma de las Azores y Región Autónoma de Madeira), subdivididas en 7 NUTS II(Norte, Centro, Oeste y Valle del Tajo, Lisboa, Península de Setúbal, Alentejo, Algarve, Azores y Madeira), las cuales por su parte se subdividen en 30 NUTS III.

### NUTS II[2]
A pesar de que los distritos sean la división administrativa de primer orden en Portugal Continental, la división técnica de primer orden es otra. 
Se trata de las siete grandes regiones gestionadas por las Comisiones de Coordinación y Desarrollo Regional (CCDR's), y que corresponden a las subdivisiones NUTS II para efectos estadísticos. 
Sus límites coinciden con los límites de los municipios, pero no coinciden con los límites de los distritos, que a veces se reparten entre más de una región. 
Estas regiones están en proceso de convertirse en la división administrativa de primer orden con el proceso de descentralización  o regionalización, pero de momento son siete a nivel continental, mientras que las regiones autónomas Azores y Madeira de nivel NUTS I también funcionan como NUTS II, ya que no tienen subdivisiones.
| Región (NUTS 2)              | Superficie | Población | Densidad poblacional |
| ---------------------------- | ---------- | --------- | -------------------- |
| Alentejo                     | 31 604 km2 | 704 533   | 22,6 hab/km²         |
| Centro                       | 28 199 km2 | 1 653 195 | 58.62 hab/km²        |
| Oeste y Valle del Tajo       | 9839 km2   | 809,905   | 163,3 hab/km²        |
| Norte                        | 21 285 km2 | 3 586 586 | 169,6 hab/km²        |
| Algarve                      | 4996 km2   | 467 343   | 94,1 hab/km²         |
| Área metropolitana de Lisboa | 3015 km2   | 2 870 208 | 956,4 hab/km²        |
| Península de Setúbal         | 1421 km2   | 807 902   | 568,54 hab/km²       |
| Azores                       | 2321 km2   | 236 413   | 102,8 hab/km²        |
| Madeira                      | 801 km2    | 250 744   | 315,4 hab/km²        |

La región de Lisboa sustituyó en 2002 a la región de Lisboa y Valle del Tajo, que a su vez en 2013 se reemplazó por el Área metropolitana de Lisboa.

### NUTS III

Divisiones estadísticas NUTS III.

Las regiones se subdividen en subregiones estadísticas sin significado administrativo, cuyo único objetivo es el de que sirvan para agrupar municipios vecinos, con problemas y desafíos semejantes, y obtener así datos en conjunto destinados principalmente a la planificación económica. 
A continuación, la lista de las NUTS con la reorganización de 2013 incluida en el censo 2021:
| NUTS 1                           | NUTS 2                           | NUTS 3                           | NUTS 3     | NUTS 3    | NUTS 3               |
|                                  | Región                           | Subregión                        | Superficie | Población | Densidad poblacional |
| -------------------------------- | -------------------------------- | -------------------------------- | ---------- | --------- | -------------------- |
| Continental (PT1)                | Norte                            | Alto Miño                        | 2218 km²   | 231 266   | 104,5 hab/km²        |
| Continental (PT1)                | Norte                            | Cávado                           | 1245 km²   | 416 605   | 337,0 hab/km²        |
| Continental (PT1)                | Norte                            | Ave                              | 1451 km²   | 418 455   | 288,8 hab/km²        |
| Continental (PT1)                | Norte                            | Área Metropolitana de Oporto     | 2041 km²   | 1 736 228 | 860,2 hab/km²        |
| Continental (PT1)                | Norte                            | Alto Támega                      | 2921 km²   | 84 248    | 28,7 hab/km²         |
| Continental (PT1)                | Norte                            | Támega y Sousa                   | 1831 km²   | 408 637   | 223,1 hab/km²        |
| Continental (PT1)                | Norte                            | Duero                            | 4031 km²   | 183 875   | 45,6 hab/km²         |
| Continental (PT1)                | Norte                            | Terras de Trás-os-Montes         | 5543 km²   | 107 272   | 19,3 hab/km²         |
| Continental (PT1)                | Centro                           | Región de Aveiro                 | 1692 km²   | 367 403   | 220,6 hab/km²        |
| Continental (PT1)                | Centro                           | Región de Coímbra                | 4335 km²   | 436 862   | 101,5 hab/km²        |
| Continental (PT1)                | Centro                           | Región de Leiría                 | 2449 km²   | 286 752   | 118,4 hab/km²        |
| Continental (PT1)                | Centro                           | Viseu Dão-Lafões                 | 3237 km²   | 252 777   | 78,5 hab/km²         |
| Continental (PT1)                | Centro                           | Beira Baixa                      | 4614 km²   | 80 751    | 17,6 hab/km²         |
| Continental (PT1)                | Centro                           | Beiras y Sierra de la Estrella   | 6304 km²   | 210 602   | 33,4 hab/km²         |
| Continental (PT1)                | Oeste e Vale do Tejo             | Oeste                            | 2220 km²   | 362 540   | 163,3 hab/km²        |
| Continental (PT1)                | Oeste e Vale do Tejo             | Médio Tejo                       | 3361 km²   | 247 331   | 73,6 hab/km²         |
| Continental (PT1)                | Oeste e Vale do Tejo             | Lezíria do Tejo                  | 4275 km²   | 247 453   | 57.88 hab/km²        |
| Continental (PT1)                | Área metropolitana de Lisboa     | Área metropolitana de Lisboa     | 3015 km²   | 2 870 208 | 956,4 hab/km²        |
| Continental (PT1)                | Península de Setúbal             | Península de Setúbal             | 1421 km²   | 807 902   | 568,54 hab/km²       |
| Continental (PT1)                | Alentejo                         | Alentejo Litoral                 | 5309 km²   | 96 442    | 18,5 hab/km²         |
| Continental (PT1)                | Alentejo                         | Bajo Alentejo                    | 8542 km²   | 114 863   | 13,5 hab/km²         |
| Continental (PT1)                | Alentejo                         | Alto Alentejo                    | 6084 km²   | 104 923   | 17,3 hab/km²         |
| Continental (PT1)                | Alentejo                         | Alentejo Central                 | 7393 km²   | 152 444   | 20,8 hab/km²         |
| Continental (PT1)                | Algarve                          | Algarve                          | 4996 km²   | 467 343   | 94,1 hab/km²         |
| Región Autónoma de Azores (PT2)  | Región Autónoma de Azores (PT2)  | Región Autónoma de Azores (PT2)  | 2321 km²   | 236 413   | 102,8 hab/km²        |
| Región Autónoma de Madeira (PT3) | Región Autónoma de Madeira (PT3) | Región Autónoma de Madeira (PT3) | 801 km²    | 250 744   | 315,4 hab/km²        |

## Regiones histórico-culturales

División tradicional de Portugal en once provincias o regiones continentales tras la Era de los descubrimientos.

Originalmente las provincias portuguesas continentales fueron seis:
- Entre Douro e Minho
- Trás-os-Montes
- Beira
- Estremadura
- Alentejo
- Algarve

Ya durante la Edad Moderna se añadieron cinco provincias más, a raíz de divisiones de cuatro ya existentes: Entre Douro e Minho fue dividida en dos, Beira fue dividida en tres, Estremadura fue dividida en dos, y el Alentejo fue dividido también en dos. Las únicas provincias que no sufrieron cambios en aquella época, fueron Trás-os-Montes y Algarve.
Por lo tanto, la división provincial continental quedó de la siguiente manera:
- Entre Douro e Minho
  - Minho (norte del Entre Douro e Minho medieval)
  - Duero Litoral (sur del Entre Douro e Minho medieval)
- Trás-os-Montes e Alto Douro (o simplemente Trás-os-Montes)
- Beira
  - Beira Alta (noreste de la Beira medieval)
  - Beira Baja (sureste de la Beira medieval)
  - Beira Litoral (occidente de la Beira medieval)
- Estremadura
  - Región de Lisboa (occidente de la Estremadura medieval)
  - Ribatejo (oriente de la Estremadura medieval)
- Alentejo
  - Alto Alentejo (norte del Alentejo medieval)
  - Bajo Alentejo (sur del Alentejo medieval)
- Algarve

Las provincias nunca tuvieron ninguna atribución práctica y desaparecieron de la escena administrativa con la revisión constitucional de 1959, aunque no del imaginario colectivo de los portugueses. Las 11 provincias continentales tradicionales conforman actualmente la división regional histórica y cultural local con la que se identifican la mayoría de los portugueses, a través de su idiosincrasia, gastronomía y tradiciones locales. Su estatus administrativo no debe confundirse, por su cercanía geográfica y denominación similar, con el de las  provincias españolas.
Estas provincias o regiones portuguesas cuentan con una personalidad regional marcada, sobre todo en el caso del Algarve, el Alentejo o Trás-os-Montes. Lo mismo ocurre también, por su insularidad, en Madeira y en el archipiélago de las Azores. Se podrían asemejar a las comunidades autónomas españolas en el sentido identitario, pero no en el administrativo.
Creadas por una reforma administrativa de 1936, las provincias fueron disueltas formalmente con la entrada en vigor de la Constitución de 1976 y fueron reemplazadas por los 18 distritos de Portugal continental, y por las 2 regiones autónomas de Madeira y Azores, que constituyen las actuales subdivisiones administrativas de Portugal.